# 李小文
李小文（1947年3月2日—2015年1月10日 ），男，籍贯安徽贵池，生于四川自贡，中国地理学家。

## 生平
1968年毕业于成都电讯工程学院（电子科技大学）。1985年获美国加利福尼亚大学圣巴巴拉分校地理学博士学位。之后担任中国科学院遥感应用研究所所长，北京师范大学资源与环境学院副院长，遥感与地理信息系统研究中心主任，资源与环境科学系教授。
2015年1月9日上午，李小文在家中晕倒。当天下午，他开始吐血，医生诊断为门脉高压，这是肝硬化引起的消化道出血。当天下午6时，病情开始恶化。10日13时05分，因病医治无效，在北京逝世。曾经，李小文拟下一份“尊严死”遗嘱，不允许在他身上使用“插管、呼吸机和心脏电击”等急救措施。

## 荣誉
2001年当选为中国科学院院士。

## 轶事
在美国留学时他最喜欢读金庸小说，最喜欢的人物是《笑傲江湖》里的令狐冲，他觉得自己在性格上有点像令狐冲。在中国科学院大学的讲台前作报告时，他低头念着发言稿、蓄着胡子、一身黑衣、黑布鞋、没穿袜子的画面被人称为其貌不扬、内功深厚的大师“扫地僧”。